# Nội nhũ
Nội nhũ là mô được sản sinh bên trong hạt của hầu hết thực vật có hoa sau khi thụ tinh. Nó bao bọc phôi và cung cấp dưỡng chất dưới hình thái tinh bột, mặc dù nó có thể chứa dầu và protein. Điều này có thể biến nội nhũ thành một nguồn dinh dưỡng trong thực đơn của con người. Ví dụ, nội nhũ lúa mạch được xay thành bột để làm bánh mì (phần còn lại của hạt lúa cũng có mặt trong bột mì nguyên chất), trong khi đó nội nhũ của đại mạch là nguồn đường chính để sản xuất bia. Các ví dụ khác về nội nhũ mà hình thành phần ăn được chính là "thịt" dừa và "nước" dừa, và ngô. Một số loài thực vật, ví dụ như họ lan, không có nội nhũ trong hạt.